# Okonek
Okonek (alemany: Ratzebuhr in Pommern) és una ciutat de Polònia que pertany al voivodat de Gran Polònia. Es troba a 25 km al nord-oest de Złotów i a 140 km al nord de Poznań, la capital de la regió. El 2016 tenia 3.983 habitants.